# Instituto Max Planck de Biofísica

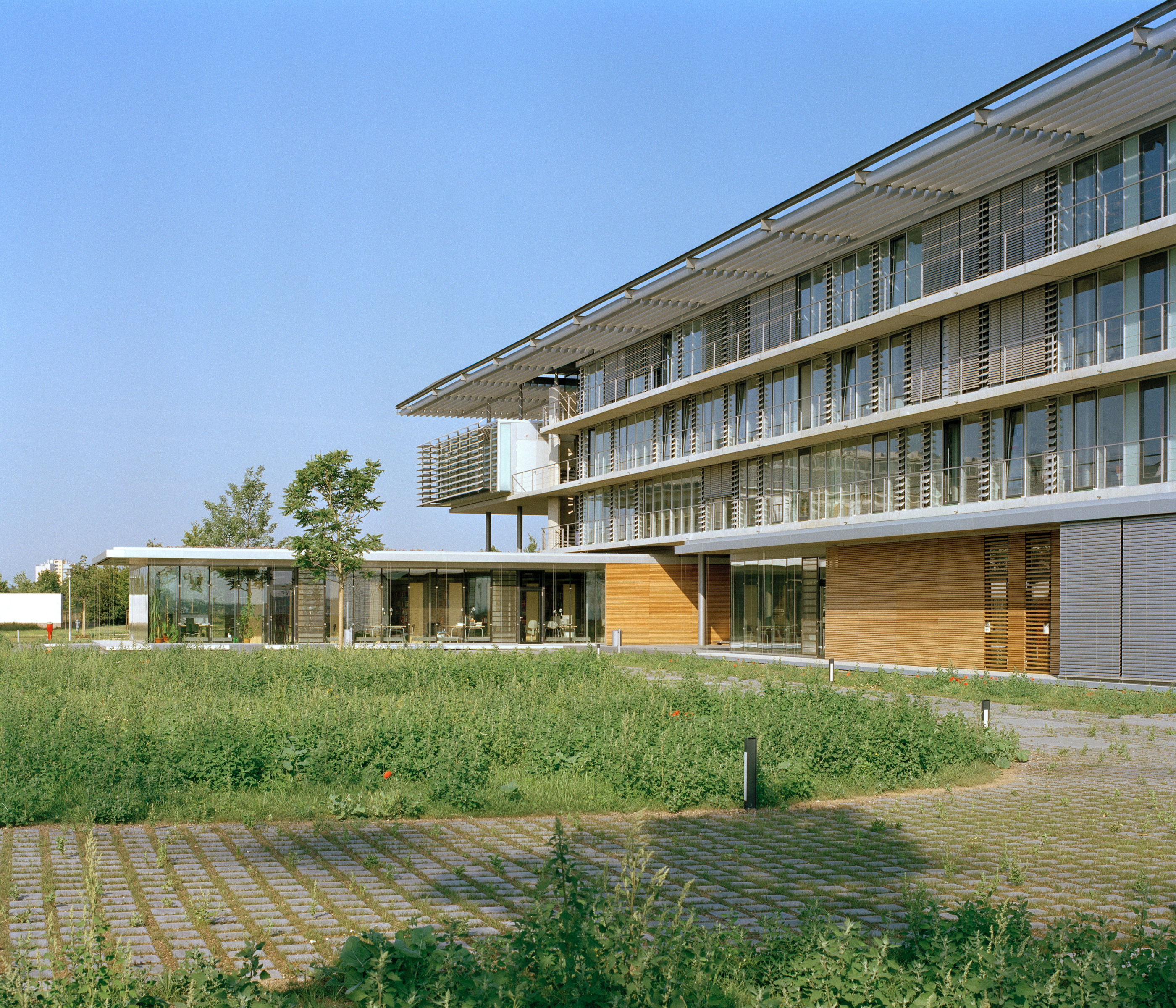
Edificio del Instituto Max Planck de Biofísica

El Instituto Max Planck de Biofísica ( en alemán: Max-Planck-Institut für Biophysik ) se encuentra en Frankfurt, Alemania. Fue fundado en 1937 como Instituto de Biofísica Kaiser Wilhelm y en 2003 se trasladó a un nuevo edificio. Es un instituto de la Sociedad Max Planck. 
Desde marzo de 2003, el MPI de Biofísica reside en un nuevo edificio en el campus de Riedberg de la Universidad Goethe de Fráncfort, al norte de la ciudad. A finales de 2016, un total de 178 empleados trabajaban en el instituto, incluidos 48 científicos y 50 investigadores junior. El Premio Nobel Hartmut Michel fue el director del instituto desde 1987 hasta que fue sustituido por Ana J. García-Sáez en octubre de 2023.Los vínculos científicos con otros investigadores de la Universidad Goethe se han reforzado aún más, ya que el instituto está situado junto a los laboratorios de biología, química y física de la universidad. Junto con el Instituto Max Planck para la Investigación del Cerebro y la Universidad Goethe, el instituto dirige la Escuela Internacional de Investigación Max Planck (IMPRS) para la Estructura y Función de las Membranas Biológicas, un programa de postgrado que ofrece un doctorado en el período comprendido entre 2000 y 2012.

## Departamentos
- Biología molecular de membranas ( Hartmut Michel, desde 1987)
- Biología estructural ( Werner Kühlbrandt, desde 1997)
- Química Biofísica ( Ernst Bamberg, desde 1993, em. desde 2016)
- Biofísica teórica (Gerhard Hummer, desde 2013)
- Sociología molecular (Martin Beck, desde 2019)
- Neurogenética molecular (Peter Mombaerts, desde 2006 a 2010)

Un requisito previo para la comprensión de los procesos fundamentales de la vida es el conocimiento de la estructura de las macromoléculas participantes. Dos de los cuatro departamentos se dedican a la difícil tarea de determinar la estructura de las proteínas de membrana. Bajo la dirección de Hartmut Michel (Premio Nobel de Química de 1988 por la primera determinación de la estructura de una proteína de membrana), el Departamento de Biología Molecular de Membranas aborda este problema principalmente mediante cristalografía de rayos X, mientras que el Departamento de Biología Estructural, dirigido por Werner Kühlbrandt, utiliza la técnica complementaria de la microscopía electrónica. El Departamento de Química Biofísica, dirigido por Ernst Bamberg, estudia la función de estas proteínas en membranas nativas o reconstituidas mediante métodos electrofisiológicos y espectroscópicos. Desde 2013, el instituto alberga el Departamento de Biofísica Teórica, dirigido por Gerhard Hummer y centrado en el desarrollo y la aplicación de una amplia gama de métodos computacionales y teóricos para tender puentes entre la física fundamental, la química y la biología de los sistemas moleculares. En el Departamento de Sociología Molecular se estudia la biología estructural celular integradora mediante métodos de microscopía crioelectrónica, bioquímica y espectroscopia de masas aplicados a los poros nucleares, máquinas macromoleculares responsables de la comunicación entre el núcleo celular y el citoplasma. 

## Historia del instituto
El instituto fue fundado en Frankfurt am Main con el nombre de " Instituto Kaiser Wilhelm de Biofísica " en 1937. Sin embargo, tuvo un predecesor, el "Institut für Physikalische Grundlagen der Medizin", que había sido establecido en 1921 por Friedrich Dessauer, un admirador de Wilhelm Röntgen, que se esforzó por aplicar la física de las radiaciones a la medicina y la biología. Diputado conservador del democrático «Zentrumspartei», Dessauer se opuso a la llegada al poder de los nacionalsocialistas y se vio obligado a emigrar en 1934. Su sucesor, Boris Rajewsky, colega y antiguo colaborador de Dessauer, fue el primer director del Instituto de Biofísica Kaiser Wilhelm. Rajewsky acuñó por primera vez el término «Biofísica» y, en consecuencia, el instituto se convirtió en uno de los primeros en ser conocidos con este nombre. Se ha investigado principalmente sobre los efectos de la radiación radiactiva en los seres humanos y su posible uso médico, así como sobre los aerosoles 
Tras la Segunda Guerra Mundial, el instituto se reabrió en 1948 como «Instituto Max Planck de Biofísica». Con la jubilación de Boris Rajewsky en 1966 y el nombramiento de Reinhard Schlögl en 1965, la labor investigadora se orientó desde los trabajos con radiación radiactiva hacia la investigación del «transporte de masas a través de membranas biológicas y artificiales». Con el posterior nombramiento de Karl Julius Ullrich en 1967 y finalmente de Hermann Passow en 1968 como nuevos directores del instituto, la gestión del Instituto Max Planck de Biofísica también se alejó del clásico instituto de un solo director para convertirse en un consejo de administración más moderno. El principal foco de investigación era (y sigue siendo) la investigación de la membrana celular y sus componentes básicos, las proteínas de membrana (y especialmente las proteínas de transporte). Las membranas celulares y las proteínas se investigaban y se siguen investigando con los métodos físicos más modernos disponibles en ese momento, entre ellos
- Cristalografía de rayos X
- Microscopía electrónica de alta resolución
- Espectroscopia

Esta evolución se inició, especialmente tras la jubilación de Passow y Ullrich en 1993 y de Schlögl en 1996, con el nombramiento de una nueva generación de directores, en 1987 por Hartmut Michel (Dpto. de Biología Molecular de Membranas), en 1993 por Ernst Bamberg (Dpto. de Química Biofísica) y en 1996 por Werner Kühlbrandt (Dpto. de Biología Estructural).

## Arquitectura
El nuevo y funcional edificio del MPIBP en el campus universitario de Riedberg está dividido en dos mitades por un vestíbulo de entrada que discurre de forma continua en dirección este-oeste. Los laboratorios y demás instalaciones de investigación del instituto se encuentran en la mitad norte, mientras que los despachos y salas de reuniones de los científicos y la administración se sitúan en la mitad sur a partir de la primera planta. Para una comunicación rápida, las dos mitades están conectadas por puentes que atraviesan el vestíbulo de entrada. Los arquitectos del nuevo edificio fueron Auer Weber Assoziierte GmbH de Stuttgart. 

## Varios
Desde la fundación del MPI de Biofísica, uno de los directores también ocupa una cátedra en la Universidad Goethe de Frankfurt.
En cooperación con otros MPI (de Bioquímica, Investigación Médica y Fisiología Molecular) opera su propia línea de luz en la Swiss Light Source (SLS) de Suiza, «una de las fuentes de radiación sincrotrón de “tercera generación” más modernas y potentes de Europa» (fuente), con el fin de evitar los normalmente largos tiempos de espera para una medición. La radiación sincrotrón (rayos X), intensa y muy focalizada, está destinada a permitir, entre otras cosas, investigar mejor los grandes complejos proteínicos mediante el análisis de estructuras por rayos X.